# Windcorp Brass Band
Windcorp Brass Band är ett svenskt brassband, grundat i Göteborg 2005. Det består av professionella musiker, musikpedagoger och kvalificerade amatörer.
Windcorp Brass Band har vunnit Svenska brassbandfestivalen 2007, 2009, 2010, 2011, 2012, 2013, 2014 och 2015.